# Venturia bicarinata
Venturia bicarinata là một loài tò vò trong họ Ichneumonidae.